# Claudio Chiappucci
Claudio Chiappucci (* 28. února 1963, Uboldo) je bývalý italský profesionální silniční cyklista a cyklokrosař, známý pod přezdívkou El Diablo (Ďábel). Vynikl především jako vrchař, jeho slabinou byly časovky.
V roce 1982 se stal amatérským mistrem Itálie, v roce 1985 nastoupil do profesionální stáje Carrera Jeans. Na Giro d'Italia skončil celkově druhý v letech 1991 a 1992 a třetí v roce 1993, v letech 1990, 1992 a 1993 vyhrál soutěž vrchařů a v roce 1991 bodovací soutěž. Na Tour de France byl druhý v letech 1990 a 1992 a třetí v roce 1991, v letech 1991 a 1992 získal puntíkovaný trikot i cenu pro nejaktivnějšího jezdce. Ve své kariéře získal čtyři etapová prvenství na závodech Grand Tour. Vyhrál závody Giro del Piemonte 1989 a 1995, Kolem Baskicka 1991, Milán - San Remo 1991, Giro del Trentino 1992, Clásica de San Sebastián 1993, Coppa Sabatini 1993 a Kolem Katalánska 1994. Na mistrovství světa v silniční cyklistice 1994 získal stříbrnou medaili v závodě jednotlivců s hromadným startem. V letech 1992 a 1994 získal cenu Giglio d'oro.
Pro spolupráci s lékařem Francescem Conconim, známým experimentováním s erythropoetinem, byl Chiappucci podezřelý z krevního dopingu. V roce 1997 mu pro překročení povolené hodnoty hematokritu nebyla povolena účast na Giru. V průběhu vyšetřování přiznal používání zakázaných látek, ale později prohlášení odvolal. V roce 1999 ukončil závodní kariéru.

## Celkové pořadí na velkých etapových závodech
| Závod Grand Tour | 1985 | 1986 | 1987 | 1988 | 1989 | 1990 | 1991 | 1992 | 1993 | 1994 | 1995 | 1996 | 1997 | 1998 |
| ---------------- | ---- | ---- | ---- | ---- | ---- | ---- | ---- | ---- | ---- | ---- | ---- | ---- | ---- | ---- |
| Giro d'Italia    | 64.  | -    | 48.  | 24.  | 46.  | 12.  | 2.   | 2.   | 3.   | 5.   | 4.   | DNF  | -    | 60.  |
| Tour de France   | -    | -    | -    | -    | 81.  | 2.   | 3.   | 2.   | 6.   | DNF  | 11.  | 37.  | -    | -    |
| Vuelta a España  | -    | -    | -    | 26.  | -    | -    | -    | -    | -    | -    | -    | -    | 11.  | -    |